# Храмова, Людмила
Людмила Храмова (род. 31 августа 1977, Ульяновск) — российская дзюдоистка, чемпионка и призёр чемпионатов России, бронзовый призёр чемпионата Европы, бронзовый призёр чемпионата мира среди военнослужащих, серебряный призёр всемирных игр военнослужащих, мастер спорта России международного класса.

## Биография
В детстве её не приняли в секцию спортивной гимнастики. Тогда она стала заниматься теннисом. Но когда ей было 12 лет, ей попалось на глаза объявление о приёме в секцию дзюдо. В 1996 году переехала в Самару. Завершила спортивную карьеру.

## Спортивные результаты
- Чемпионат России по дзюдо 1996 —
- Чемпионат России по дзюдо 1998 —
- Чемпионат России по дзюдо 1999 —
- Чемпионат России по дзюдо 2002 —
- Чемпионат России по дзюдо 2003 —